# Значковий
Значковий — військове звання молодшого офіцерського (обер-старшина) складу в Збройних силах Української Держави в 1918 році. Серед сучасних офіцерських звань Збройних сил України, його аналогом є звання «старший лейтенант».
Звання значковий було вище за рангом від хорунжого і нижче за сотника.

## Передумови появи
Значок, малий полковий прапор, що його використовували в повсякденні замість великої полкової хоругви. Обов'язки несення і охорони значка з 1-й чверті XVIII ст. були на другому хорунжому, який очолював осібний загін з найкращих та найзаслуженіших козаків полку — значкових товаришів.
В XVII — XVIII ст. в Гетьманщині, значковий товариш найменший ранг Значного військового товариства. 

## Знаки розрізнення
Знаки розрізнення в Збройних силах Української Держави були введені наказом Військової офіції ч. 221 від 16 червня 1918 року і розміщувалися на погонах зі округленим кінцем. Обер-старшинські погони були вкриті двома золотими шнурами, завширшки у чверть ширини погону, які йшли вздовж погону. Знаками розрізнення значкового була одна чотирипроменева зірка на погоні.
Наказом Військової офіції ч. 222 від 18 червня 1918 року затверджувались польові погони військовослужбовців захисного кольору. Якщо вигляд звичайних погонів був під значним німецьким впливом, то вигляд польових офіцерських погонів Української Держави, нагадував російські імперських часів. Генеральські погони мали зигзаг який йшов вздовж погону, старші офіцери (штаб-старшина) мали на погонах два просвіти, а молодші офіцери (обер-старшина) один просвіт. Значковий на захисному погоні з одним просвітом мав одну чотирипроменеву зірку захисного кольору.
| Нижче за рангом: Хорунжий | ЗС Української держави Значковий (1918) | Вище за рангом: Сотник |